# St. Leonhard (Rothenburg ob der Tauber)

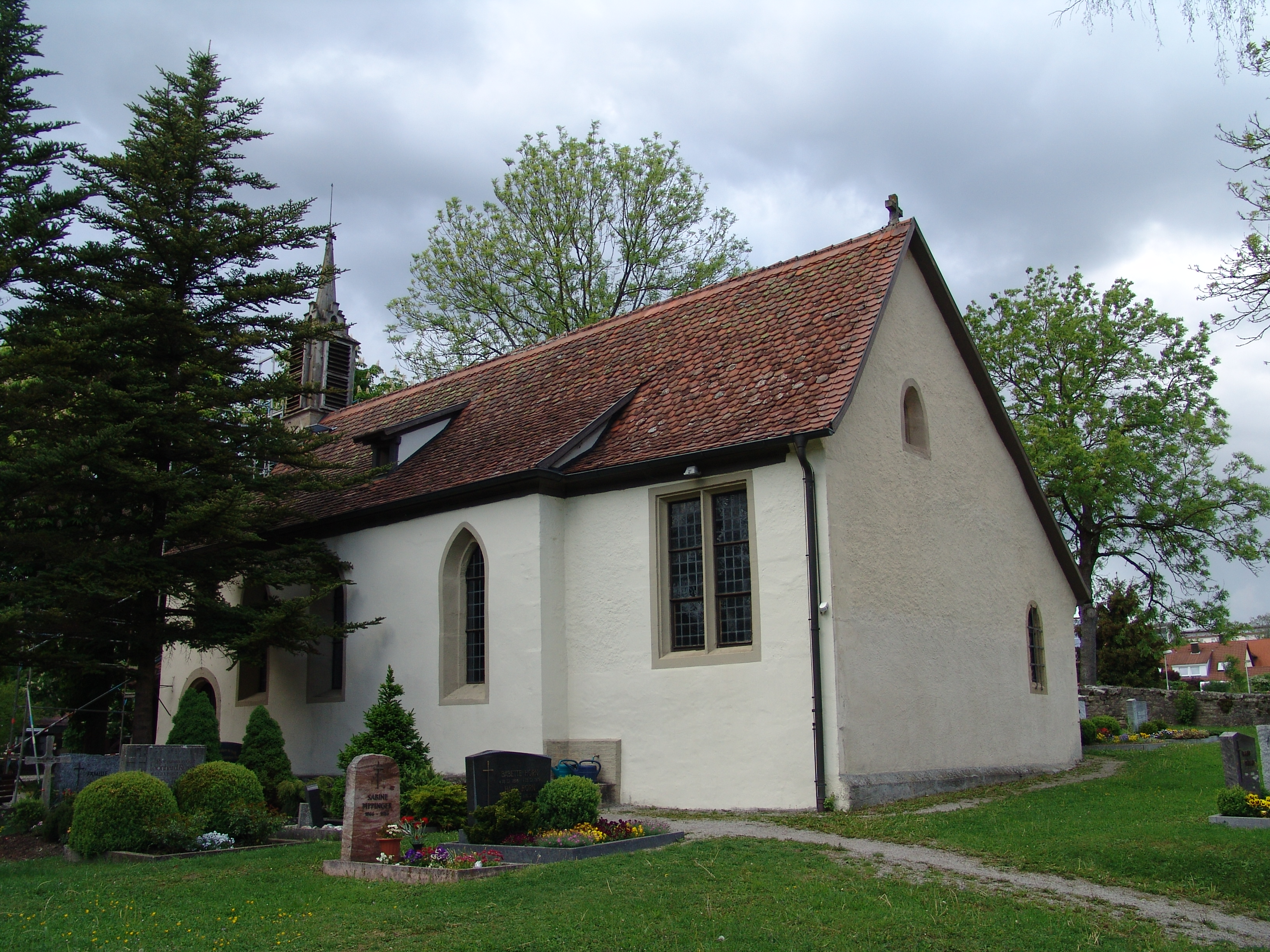
St. Leonhard (Rothenburg ob der Tauber)

Die denkmalgeschützte, evangelisch-lutherische Kirche St. Leonhard steht im Gemeindeteil St. Leonhard der Großen Kreisstadt Rothenburg ob der Tauber im Landkreis Ansbach (Mittelfranken, Bayern). Die Kirche ist unter der Denkmalnummer D-5-71-193-524 als Baudenkmal in der Bayerischen Denkmalliste eingetragen.

## Beschreibung
Die gotische Saalkirche wurde 1384 erbaut. Sie einen eingezogenen, rechteckigen Chor im Osten des Langhauses. Aus dem Satteldach des Langhauses erhebt sich im Westen ein quadratischer Dachreiter, der mit einem spitzen Helm bedeckt ist. An der Nordseite befindet sich eine Kapelle aus Holzfachwerk, die heute als Sakristei dient, in der sich ursprünglich die Kirchenbänke für die Kranken des Siechenhauses befanden. Der Innenraum, der im Westen eine Empore hat, ist mit einer Holzbalkendecke überspannt.